# Scott Spencer
Scott Spencer (* 1. September 1945 in Washington, D.C.) ist ein US-amerikanischer Schriftsteller.

## Leben und Werk
Als Sohn eines Stahlarbeiters wuchs Spencer im südlichen Chicago auf. Nach der Highschool besuchte er kurzfristig die University of Illinois at Urbana-Champaign und die Roosevelt University, bis er an der University of Wisconsin seinen Abschluss machte. In seiner Studentenzeit war er politisch beim Congress of Racial Equality und der Young People’s Socialist League, der Jugendorganisation der Sozialistischen Partei der USA, aktiv. Heute lebt er in einer kleinen Stadt in Upstate New York.
Neben einer Tätigkeit als Journalist und Essayist – er schrieb unter anderem für The New York Times, The New Yorker und Rolling Stone – hat Scott Spencer vierzehn Romane verfasst, von denen zwei für den National Book Award nominiert wurden. Mit über zwei Millionen verkauften Exemplaren wurde Endless Love (1979) zu einem Bestseller. 2004 erhielt Spencer ein Guggenheim-Stipendium.
Endless Love ist zweimal verfilmt worden, zuerst 1981 von Franco Zeffirelli mit Brooke Shields und Martin Hewitt. Tom Cruise spielt darin seine erste Rolle als „wild blickender Brandstifter … in erbarmungslos kurzen abgeschnittenen Jeans“ (Roger Ebert). Bei dem Remake von 2014 führte Shana Feste Regie. Der von Keith Gordon verfilmte Thriller Waking the Dead (2000) mit Billy Crudup und Jennifer Connelly basiert auf dem gleichnamigen Roman Spencers von 1986.
Für die aufeinander aufbauenden, mit Horror-Elementen durchsetzten Thriller Breed (2012) und Brood (2014) hat Spencer das Pseudonym Chase Novak angenommen. Wie John Banville mit seinem Alias Benjamin Black wolle er, schreibt die New York Times, dadurch eine Hinwendung zu einem reißerischeren, diabolischeren Stil ausdrücken.
Zu seinem schriftstellerischen Interesse sagt Spencer: „Mich interessiert, wie nahe unser geordnetes Leben dem Chaos ist, genauso, wie wir erleben, dass in Gesellschaften, in denen noch vor einem Jahr Ordnung geherrscht hat, Brutalität ausbrechen kann … Dieser Ausdruck einer inneren Bestialität wirkt fesselnd auf mich, weil ich mich damit identifizieren kann … Ich glaube, wir alle fragen uns, ob wir zu so etwas fähig wären, zu dieser Art Gewalt und unter welchen Umständen, und was die Folgen wären.“

## Werke
- Last Night at the Brain Thieves Ball (1975)
- Preservation Hall (1976)
- Endless Love (1979)
  - Endlose Liebe, übersetzt von Rudolf Hermstein, Hamburg: Hoffmann und Campe 1982,  ISBN 3-455-07323-9
- Waking the Dead (1986)
- Secret Anniversaries (1990)
- Men In Black (1995)
  - Das Pseudonym, übersetzt von Alfred Starkmann, München: dtv 1997, ISBN 3-423-20044-8
- Rich Man's Table (1998)
- A Ship Made of Paper (2003)
  - Während des Sturms, übersetzt von Hans Pfitzinger, München: btb 2010, ISBN 978-3-442-75264-5
- Willing (2008)
- Man in the Woods (2010)
  - Der Fremde im Wald, übersetzt von Cornelia Holfelder-von der Tann, München: btb 2014, ISBN 978-3-442-75426-7
- River Under the Road (2017)
- An Ocean Without a Shore (2020)

Als Chase Novak
- Breed (2012)
  - Breed, übersetzt von Bernhard Kleinschmidt, Hamburg: Hoffmann und Campe 2013, ISBN 978-3-455-40441-8
- Brood (2014)
  - Brood, übersetzt von Bernhard Kleinschmidt, Hamburg: Atlantik 2015, ISBN 978-3-455-65068-6